# وولو (فلم)
وولو، التضحية المالية (بالإنجليزية: Wùlu, the Malian Scarface)، هُو فيلم دراما وجريمة مالي صدر سنة 2016 وأخرجه المُخرج المالي الفرنسي داوودا كوليبالي. الفيلم من بطولة كُل من إبراهيما كوما وإينا مودجا وكويم جوتييريس وأوليفر ريبوردين.

## وصلات خارجية
- وولو  في قاعدة بيانات الأفلام على الإنترنت (بالإنجليزية)